# Marden (Kent)
Marden – wieś w Anglii, w hrabstwie Kent, w dystrykcie Maidstone. Leży 12 km na południe od miasta Maidstone i 58 km na południowy wschód od centrum Londynu.